# Fu Yuanhui
Fu Yuanhui (chineză: 傅园慧; pinyin: Fù Yuánhuì; născută la 7 ianuarie 1996) este o înotătoare din China, specializată în înot pe spate. A câștigat o medalie de bronz la Jocurile Olimpice de la Rio din 2016 la înot 100 de metri spate.

## Biografie
Pe 7 ianuarie 1996, Fu s-a născut în Hangzhou, Zhejiang, China. Este singura fiică a părinților ei Fu Chunsheng (傅春 昇) și Shen Ying (沈 英).
Fu a început să înoate la vârsta de 5 ani.

## Cariera de înot

### Jocurile Olimpice de vară 2012
La Jocurile Olimpice de vară din 2012 de la Londra, ea a concurat la înot 100 de metri spate feminin, finalizând pe locul 8.

### Campionatele Mondiale 2013
La Campionatul Mondial de acvatică din 2013 din Barcelona, Fu s-a clasat pe locul al doilea la  înot 50 de metri spate, pierzând în fața coechipierului ei Zhao Jing cu un timp de 27.39 secunde.

### Jocurile din Asia 2014
La Jocurile Asiatice din Incheon din 2014, Fu a câștigat două medalii de aur la 50 m și 100 m spate.

### Campionatele Mondiale 2015
A câștigat la înot 50 de metri spate la Campionatul Mondial de acvatică din 2015. În interviu, Fu s-a plâns că costumul de baie este prea strâns.

### Jocurile Olimpice de vară 2016
La Jocurile Olimpice de vară din 2016 din Rio, Fu a câștigat popularitate și a devenit o icoană al înotului la nivel național.

### Campionatele asiatice de înot 2016
La campionatele asiatice de înot din Tokyo din 2016, Fu a câștigat pentru prima dată medalii de aur. A câștigat două medalii de aur la 50 m și 100 m spate și o medalie de argint la ștafeta de 4 × 100 m.

## Viața personală
Din 2016, Fu a fost unul dintre cei mai populari sportivi din China. Participă la câteva emisiuni TV și activități caritabile. Fu prietenește cu mulți alți înotători, cum ar fi Sun Yang și Ye Shiwen.
 A fost oaspete la Gala Anului Nou CCTV 2017.